# Reggina Calcio 2004-2005
Questa voce raccoglie le informazioni riguardanti la Reggina Calcio nelle competizioni ufficiali della stagione 2004-2005.

## Stagione
Nella stagione 2004-2005 la Reggina disputa il suo quinto campionato nella massima serie. 
Sulla panchina amaranto arriva Walter Mazzarri, tecnico fautore della promozione del Livorno in A nell'annata precedente, mentre il brasiliano Mozart eredita i gradi di capitano della squadra da Francesco Cozza, passato al Genoa dopo cinque stagioni e mezza.
In campionato la Reggina mantiene l'imbattibilità casalinga sino ad ottobre, rendendosi anche protagonista di una vittoria contro la Juventus per 2-1, già caduta al Granillo il 17 maggio 2003 con il medesimo risultato. L'ultima giornata, grazie al punto conquistato contro l'Inter a San Siro, ha certificato il raggiungimento di un'altra salvezza per i calabresi, che si classificano dunque al 10º posto.
Il cammino della squadra in Coppa Italia invece si interrompe già al primo turno eliminatorio, perdendo entrambe le sfide del doppio confronto contro l'Atalanta.

## Sponsor e maglie
Anche in questa stagione la maglia, prodotta per il decimo anno consecutivo da Asics, mantenne il tradizionale colore amaranto. Tuttavia, la grande novità e il dettaglio che la fece spiccare fu l’introduzione di un drago stilizzato che spiegava minacciosamente le sue ali, impresso in modo semi-trasparente sulla parte frontale. Questo audace elemento grafico, spesso di un tono leggermente più scuro o lucido rispetto al tessuto di base, spezzava orizzontalmente la divisa sul davanti ed emergeva in controluce o con il movimento, conferendo un aspetto dinamico ed aggressivo. Il drago, simbolo potente e mitologico, era un richiamo alle radici storiche ed alla cultura della città di Reggio Calabria, legata a leggende e miti, come quello del patrono San Giorgio.
Gli sponsor di maglia per la stagione sono stati la catena giapponese Family Mart (eccezionalmente per la tournée di amichevoli estive disputata in Giappone) ed in seguito le aziende calabresi GICOS (a partire dalla 5ª giornata di campionato) e Stocco&Stocco, quest'ultima apparsa in qualità di sponsorizzazione secondaria per la prima volta nella storia del club.

## Rosa
| N. |                       | Ruolo | Calciatore                        |
| -- | --------------------- | ----- | --------------------------------- |
| 1  | Italia (bandiera)     | P     | Nicola Pavarini                   |
| 2  | Italia (bandiera)     | D     | Juriy Cannarsa                    |
| 3  | Italia (bandiera)     | D     | Iacopo Balestri                   |
| 4  | Italia (bandiera)     | D     | Felice Piccolo                    |
| 5  | Paraguay (bandiera)   | C     | Carlos Humberto Paredes           |
| 6  | Italia (bandiera)     | D     | Marco Zamboni                     |
| 7  | Argentina (bandiera)  | C     | Ricardo Verón                     |
| 8  | Italia (bandiera)     | P     | Salvatore Soviero                 |
| 9  | Italia (bandiera)     | A     | Marco Borriello                   |
| 10 | Giappone (bandiera)   | C     | Shunsuke Nakamura                 |
| 11 | Italia (bandiera)     | A     | Massimo Ganci                     |
| 14 | Italia (bandiera)     | D     | Ivan Franceschini (vice capitano) |
| 15 | Uzbekistan (bandiera) | A     | Ilyas Zeytulaev                   |
| 16 | Italia (bandiera)     | A     | Davide Dionigi                    |
| 18 | Italia (bandiera)     | C     | Giuseppe Colucci                  |
| 19 | Italia (bandiera)     | C     | Giacomo Tedesco                   |
| 20 | Italia (bandiera)     | C     | Giandomenico Mesto                |

| N. |                       | Ruolo | Calciatore          |
| -- | --------------------- | ----- | ------------------- |
| 21 | Italia (bandiera)     | A     | Emiliano Bonazzoli  |
| 22 | Brasile (bandiera)    | C     | Mozart (capitano)   |
| 23 | Portogallo (bandiera) | D     | Ricardo Esteves     |
| 26 | Italia (bandiera)     | D     | Giovanni Morabito   |
| 29 | Italia (bandiera)     | D     | Gaetano De Rosa     |
| 30 | Italia (bandiera)     | A     | Fabio Ceravolo      |
| 31 | Italia (bandiera)     | D     | Francesco Cosenza   |
| 32 | Italia (bandiera)     | C     | Simone Missiroli    |
| 33 | Italia (bandiera)     | D     | Salvatore Scoppetta |
| 34 | Italia (bandiera)     | D     | Gaetano Ungaro      |
| 35 | Italia (bandiera)     | C     | Bartolomeo Versace  |
| 36 | Italia (bandiera)     | C     | Alberto Baggio      |
| 37 | Italia (bandiera)     | D     | Nello Gambi         |
| 48 | Italia (bandiera)     | P     | Giacomo Mazzi       |
| 77 | Russia (bandiera)     | C     | Viktor Budjanskij   |
| 87 | Italia (bandiera)     | P     | Agostino Spicuzza   |
| 88 | Italia (bandiera)     | C     | Ivan Castiglia      |

## Risultati

### Serie A

#### Girone di andata
| Reggio Calabria 12 settembre 2004, ore 15:00 CEST 1ª giornata | Reggina            | 0 – 0 referto | Udinese | Stadio Oreste Granillo (14 650 spett.)\| Arbitro: \| Tombolini (Ancona) \| |
| Arbitro:                                                      | Tombolini (Ancona) |               |         |                                                                            |

| Arbitro: | Trefoloni (Siena) |

|                       |           |               |
| S. Inzaghi 32’ (rig.) | Marcatori | 35’ Bonazzoli |

| Arbitro: | M. Mazzoleni (Bergamo) |

|                             |           |                  |
| Bonazzoli 9’ G. Colucci 60’ | Marcatori | 31’ A. Lucarelli |

| Siena 26 settembre 2004, ore 15:00 CEST 4ª giornata | Siena              | 0 – 0 referto | Reggina | Stadio Artemio Franchi (8 200 spett.)\| Arbitro: \| De Santis (Tivoli) \| |
| Arbitro:                                            | De Santis (Tivoli) |               |         |                                                                           |

| Arbitro: | Trefoloni (Siena) |

|                            |           |                     |
| Ševčenko 11’, 89’ Kaká 67’ | Marcatori | 59’ I. Franceschini |

| Arbitro: | Rizzoli (Bologna) |

|  |           |             |
|  | Marcatori | 36’ Bazzani |

| Verona 24 ottobre 2004, ore 15:00 CEST 7ª giornata | Chievo              | 0 – 0 referto | Reggina | Stadio Marcantonio Bentegodi (7 897 spett.)\| Arbitro: \| Collina (Viareggio) \| |
| Arbitro:                                           | Collina (Viareggio) |               |         |                                                                                  |

| Arbitro: | Tombolini (Ancona) |

|             |           |                         |
| Paredes 59’ | Marcatori | 72’ Maresca 88’ Miccoli |

| Arbitro: | Racalbuto (Gallarate) |

|                            |           |               |
| Zampagna 64’ Di Napoli 74’ | Marcatori | 32’ Bonazzoli |

| Arbitro: | Paparesta (Bari) |

|                            |           |                 |
| G. Colucci 13’ Zamboni 26’ | Marcatori | 14’ Ibrahimović |

| Arbitro: | De Santis (Tivoli) |

|            |           |  |
| Morfeo 79’ | Marcatori |  |

| Arbitro: | Collina (Viareggio) |

|               |           |  |
| Bonazzoli 15’ | Marcatori |  |

| Arbitro: | Bertini (Arezzo) |

|  |           |                  |
|  | Marcatori | 12’ (aut.) Budan |

| Arbitro: | Racalbuto (Gallarate) |

|             |           |                                                          |
| Zamboni 74’ | Marcatori | 18’ Stankevičius 40’ Gilberto Martínez 80’ A. Caracciolo |

| Arbitro: | De Santis (Tivoli) |

|                             |           |                               |
| Paredes 8’ De Rosa 53’, 76’ | Marcatori | 6’ Langella 72’ Mau. Esposito |

| Arbitro: | Rosetti (Torino) |

|                                  |           |  |
| C. Bellucci 5’ (rig.) Meghni 62’ | Marcatori |  |

| Arbitro: | Pieri (Lucca) |

|             |           |  |
| Nakamura 7’ | Marcatori |  |

| Arbitro: | Brighi (Cesena) |

|          |           |                   |
| Babú 43’ | Marcatori | 47’ (rig.) Mozart |

| Reggio Calabria 15 gennaio 2005, ore 20:30 CET 19ª giornata | Reggina          | 0 – 0 referto | Inter | Stadio Oreste Granillo (21 445 spett.)\| Arbitro: \| Rosetti (Torino) \| |
| Arbitro:                                                    | Rosetti (Torino) |               |       |                                                                          |

#### Girone di ritorno
| Arbitro: | De Marco (Chiavari) |

|  |           |                                    |
|  | Marcatori | 40’ Bonazzoli 91’ (rig.) Borriello |

| Arbitro: | Saccani (Mantova) |

|                           |           |           |
| Bonazzoli 72’ De Rosa 93’ | Marcatori | 10’ César |

| Arbitro: | Brighi (Cesena) |

|             |           |             |
| Vidigal 84’ | Marcatori | 14’ Paredes |

| Arbitro: | Morganti (Ascoli Piceno) |

|                                               |           |                               |
| I. Franceschini 45’ Borriello 81’ Paredes 84’ | Marcatori | 7’ Vergassola 26’, 57’ Chiesa |

| Arbitro: | Racalbuto (Gallarate) |

|  |           |                    |
|  | Marcatori | 39’ (aut.) Zamboni |

| Arbitro: | Dondarini (Bologna) |

|                            |           |                                 |
| Flachi 8’, 45’, 70’ (rig.) | Marcatori | 49’ G. Colucci 88’ Gia. Tedesco |

| Arbitro: | Pieri (Lucca) |

|              |           |  |
| Nakamura 40’ | Marcatori |  |

| Arbitro: | Morganti (Ascoli Piceno) |

|                                |           |                |
| Pazzini 48’ Miccoli 68’ (rig.) | Marcatori | 78’ G. Colucci |

| Arbitro: | De Santis (Tivoli) |

|  |           |                              |
|  | Marcatori | 13’ Cristante 41’ D'Agostino |

| Arbitro: | Messina (Bergamo) |

|               |           |  |
| Del Piero 65’ | Marcatori |  |

| Arbitro: | Tombolini (Ancona) |

|                   |           |                               |
| Mozart 54’ (rig.) | Marcatori | 21’, 49’ Morfeo 63’ Simplicio |

| Arbitro: | Rizzoli (Bologna) |

|           |           |                                   |
| Chivu 23’ | Marcatori | 72’ I. Franceschini 82’ Bonazzoli |

| Reggio Calabria 20 aprile 2005, ore 20:30 CEST 32ª giornata | Reggina       | 0 – 0 referto | Atalanta | Stadio Oreste Granillo (14 521 spett.)\| Arbitro: \| Pieri (Lucca) \| |
| Arbitro:                                                    | Pieri (Lucca) |               |          |                                                                       |

| Arbitro: | Morganti (Ascoli Piceno) |

|                                |           |  |
| Di Biagio 48’ Stankevicius 77’ | Marcatori |  |

| Arbitro: | Farina (Novi Ligure) |

|                |           |                |
| R. Bianchi 91’ | Marcatori | 36’ G. Colucci |

| Arbitro: | Morganti (Ascoli Piceno) |

|             |           |                 |
| Esteves 32’ | Marcatori | 16’ C. Bellucci |

| Arbitro: | Pieri (Lucca) |

|            |           |           |
| Barone 94’ | Marcatori | 36’ Mesto |

| Arbitro: | Paparesta (Bari) |

|                          |           |                  |
| Bonazzoli 9’ Paredes 30’ | Marcatori | 15’, 43’ Vučinić |

| Milano 29 maggio 2005, ore 15:00 CEST 38ª giornata | Inter              | 0 – 0 referto | Reggina | Stadio Giuseppe Meazza (50 883 spett.)\| Arbitro: \| Ayroldi (Molfetta) \| |
| Arbitro:                                           | Ayroldi (Molfetta) |               |         |                                                                            |

### Primo turno eliminatorio
| Arbitro: | Castellani (Verona) |

|                                              |           |               |
| Budan 23’ Sala 31’ Albertini 64’ Lazzari 90’ | Marcatori | 25’ Borriello |

| Arbitro: | Tagliavento (Terni) |

|                  |           |                                       |
| Dionigi 71’, 90’ | Marcatori | 5’ Saudati 69’ (rig.), 73’ Bernardini |

## Statistiche

### Statistiche di squadra
| Competizione | Punti | In casa | In casa | In casa | In casa | In casa | In casa | In trasferta | In trasferta | In trasferta | In trasferta | In trasferta | In trasferta | Totale | Totale | Totale | Totale | Totale | Totale | D.R. |
| Competizione | Punti | G       | V       | N       | P       | Gf      | Gs      | G            | V            | N            | P            | Gf           | Gs           | G      | V      | N      | P      | Gf     | Gs     | D.R. |
| ------------ | ----- | ------- | ------- | ------- | ------- | ------- | ------- | ------------ | ------------ | ------------ | ------------ | ------------ | ------------ | ------ | ------ | ------ | ------ | ------ | ------ | ---- |
| Serie A      | 44    | 19      | 7       | 6       | 6       | 21      | 23      | 19           | 3            | 8            | 8            | 15           | 22           | 38     | 10     | 14     | 14     | 36     | 45     | -9   |
| Coppa Italia | -     | 1       | 0       | 0       | 1       | 2       | 3       | 1            | 0            | 0            | 1            | 1            | 4            | 2      | 0      | 0      | 2      | 3      | 7      | -4   |
| Totale       | 44    | 20      | 7       | 6       | 7       | 23      | 26      | 20           | 3            | 8            | 9            | 16           | 26           | 40     | 10     | 14     | 16     | 39     | 52     | -13  |

### Andamento in campionato
| Giornata  | 1  | 2  | 3 | 4 | 5  | 6  | 7  | 8  | 9  | 10 | 11 | 12 | 13 | 14 | 15 | 16 | 17 | 18 | 19 | 20 | 21 | 22 | 23 | 24 | 25 | 26 | 27 | 28 | 29 | 30 | 31 | 32 | 33 | 34 | 35 | 36 | 37 | 38 |
| --------- | -- | -- | - | - | -- | -- | -- | -- | -- | -- | -- | -- | -- | -- | -- | -- | -- | -- | -- | -- | -- | -- | -- | -- | -- | -- | -- | -- | -- | -- | -- | -- | -- | -- | -- | -- | -- | -- |
| Luogo     | C  | T  | C | T | T  | C  | T  | C  | T  | C  | T  | C  | T  | C  | C  | T  | C  | T  | C  | T  | C  | T  | C  | C  | T  | C  | T  | C  | T  | C  | T  | C  | T  | T  | C  | T  | C  | T  |
| Risultato | N  | N  | V | N | P  | P  | N  | P  | P  | V  | P  | V  | V  | P  | V  | P  | V  | N  | N  | V  | V  | N  | N  | P  | P  | V  | P  | P  | P  | P  | V  | N  | P  | N  | N  | N  | N  | N  |
| Posizione | 14 | 14 | 9 | 9 | 12 | 13 | 15 | 18 | 18 | 17 | 19 | 16 | 14 | 16 | 13 | 14 | 10 | 11 | 9  | 8  | 7  | 8  | 9  | 11 | 11 | 9  | 10 | 11 | 13 | 14 | 13 | 13 | 13 | 14 | 13 | 12 | 13 | 13 |

Fonte:  Serie A – Classifiche, su fullsoccer.eu (archiviato dall'url originale il 21 aprile 2015).
Legenda:

Luogo: C = Casa; T = Trasferta. Risultato: V = Vittoria; N = Pareggio; P = Sconfitta.

### Statistiche dei giocatori
Sono in corsivo i calciatori che hanno lasciato la società a stagione in corso.
| Giocatore       | Serie A  | Serie A | Serie A     | Serie A    | Coppa Italia | Coppa Italia | Coppa Italia | Coppa Italia | Totale   | Totale | Totale      | Totale     |
| Giocatore       | Presenze | Reti    | Ammonizioni | Espulsioni | Presenze     | Reti         | Ammonizioni  | Espulsioni   | Presenze | Reti   | Ammonizioni | Espulsioni |
| --------------- | -------- | ------- | ----------- | ---------- | ------------ | ------------ | ------------ | ------------ | -------- | ------ | ----------- | ---------- |
| A. Baggio       | 0        | 0       | 0           | 0          | 0            | 0            | 0            | 0            | 0        | 0      | 0           | 0          |
| J. Balestri     | 37       | 0       | 4           | 0          | 1            | 0            | 0            | 0            | 38       | 0      | 4           | 0          |
| E. Bonazzoli    | 35       | 8       | 9           | 0          | 0            | 0            | 0            | 0            | 35       | 8      | 9           | 0          |
| M. Borriello    | 30       | 2       | 6           | 0          | 2            | 1            | 0            | 0            | 32       | 3      | 6           | 0          |
| V. Budjanskij   | 2        | 0       | 0           | 0          | 0            | 0            | 0            | 0            | 2        | 0      | 0           | 0          |
| J. Cannarsa     | 34       | 0       | 3           | 0          | 0            | 0            | 0            | 0            | 34       | 0      | 3           | 0          |
| I. Castiglia    | 0        | 0       | 0           | 0          | 0            | 0            | 0            | 0            | 0        | 0      | 0           | 0          |
| F. Ceravolo     | 0        | 0       | 0           | 0          | 0            | 0            | 0            | 0            | 0        | 0      | 0           | 0          |
| G. Colucci      | 30       | 5       | 11          | 2          | 0            | 0            | 0            | 0            | 30       | 5      | 11          | 2          |
| F. Cosenza      | 0        | 0       | 0           | 0          | 1            | 0            | 0            | 0            | 1        | 0      | 0           | 0          |
| G. De Rosa      | 32       | 3       | 7           | 0          | 0            | 0            | 0            | 0            | 32       | 3      | 7           | 0          |
| D. Dionigi      | 10       | 0       | 0           | 0          | 2            | 2            | 1            | 0            | 12       | 2      | 1           | 0          |
| R. Esteves      | 16       | 1       | 2           | 0          | 2            | 0            | 0            | 0            | 18       | 1      | 2           | 0          |
| I. Franceschini | 34       | 3       | 9           | 2          | 1            | 0            | 0            | 0            | 35       | 3      | 9           | 2          |
| N. Gambi        | 0        | 0       | 0           | 0          | 0            | 0            | 0            | 0            | 0        | 0      | 0           | 0          |
| M. Ganci        | 10       | 0       | 2           | 0          | 1            | 0            | 1            | 0            | 11       | 0      | 3           | 0          |
| G. Mazzi        | 0        | 0       | 0           | 0          | 0            | 0            | 0            | 0            | 0        | 0      | 0           | 0          |
| G. Mesto        | 35       | 1       | 12          | 0          | 1            | 0            | 0            | 0            | 36       | 1      | 12          | 0          |
| S. Missiroli    | 4        | 0       | 0           | 0          | 1            | 0            | 0            | 0            | 5        | 0      | 0           | 0          |
| G. Morabito     | 1        | 0       | 0           | 0          | 2            | 0            | 0            | 0            | 3        | 0      | 0           | 0          |
| Mozart          | 35       | 2       | 9           | 0          | 1            | 0            | 0            | 0            | 36       | 2      | 9           | 0          |
| S. Nakamura     | 33       | 2       | 4           | 0          | 0            | 0            | 0            | 0            | 33       | 2      | 4           | 0          |
| C. Paredes      | 29       | 5       | 3           | 0          | 2            | 0            | 0            | 0            | 31       | 5      | 3           | 0          |
| N. Pavarini     | 23       | -22     | 5           | 0          | 0            | 0            | 0            | 0            | 23       | -22    | 5           | 0          |
| F. Piccolo      | 8        | 0       | 0           | 0          | 2            | 0            | 0            | 0            | 10       | 0      | 0           | 0          |
| S. Scoppetta    | 0        | 0       | 0           | 0          | 0            | 0            | 0            | 0            | 0        | 0      | 0           | 0          |
| S. Soviero      | 18       | -22     | 2           | 1          | 2            | -7           | 0            | 0            | 20       | -29    | 2           | 1          |
| A. Spicuzza     | 0        | 0       | 0           | 0          | 0            | 0            | 0            | 0            | 0        | 0      | 0           | 0          |
| G. Tedesco      | 33       | 1       | 6           | 1          | 1            | 0            | 0            | 0            | 34       | 1      | 6           | 1          |
| G. Ungaro       | 0        | 0       | 0           | 0          | 1            | 0            | 0            | 0            | 1        | 0      | 0           | 0          |
| B. Versace      | 0        | 0       | 0           | 0          | 0            | 0            | 0            | 0            | 0        | 0      | 0           | 0          |
| R. Verón        | 1        | 0       | 0           | 0          | 2            | 0            | 0            | 0            | 3        | 0      | 0           | 0          |
| M. Zamboni      | 28       | 3       | 5           | 0          | 2            | 0            | 0            | 0            | 30       | 3      | 5           | 0          |
| I. Zeytulaev    | 2        | 0       | 0           | 0          | 0            | 0            | 0            | 0            | 2        | 0      | 0           | 0          |